# Screaming Trees
Screaming Trees war eine 1985 in Ellensburg, Washington, gegründete Grungeband. Obwohl von den Fachjournalisten vielbeachtet, war die Band kommerziell nie so erfolgreich wie andere Grungebands, beispielsweise Nirvana oder Soundgarden.

## Bandgeschichte
Mit dem Lied Nearly Lost You von dem 1992 erschienenen Album Sweet Oblivion hatte die Band ihren ersten moderaten Hit. Zuvor hatten sie 1991 mit Chris Cornell (Soundgarden) als Produzenten ein Album mit dem Namen Uncle Anesthesia veröffentlicht. Das Album Dust von 1996 enthielt mit All I Know eine weitere Hitsingle. Trotzdem entschied man sich, die Band nach der anschließenden Tour vorerst ruhen zu lassen. Nachdem insbesondere Mark Lanegan mit seinen Solo-Alben immer erfolgreicher wurde, gab man im Anschluss an ein Konzert am 25. Juni 2000 offiziell das Ende der Screaming Trees bekannt.
Am 22. Februar 2022 starb unerwartet Sänger Mark Lanegan im Alter von 57 Jahren. Die Todesursache ist bisher unbekannt. Lanegan litt an den Folgen seiner schweren COVID-19-Erkrankung, bei der er im Frühjahr 2021 für mehrere Tage im Koma lag.
Im Januar 2023 starb Bassist Van Conner im Alter von 55 Jahren.

## Diskografie

### Studioalben
| Jahr | Titel          | Höchstplatzierung, Gesamtwochen, AuszeichnungChartplatzierungen (Jahr, Titel, Platzierungen, Wochen, Auszeichnungen, Anmerkungen) | Höchstplatzierung, Gesamtwochen, AuszeichnungChartplatzierungen (Jahr, Titel, Platzierungen, Wochen, Auszeichnungen, Anmerkungen) | Anmerkungen                             |
| Jahr | Titel          | UK | US | Anmerkungen                             |
| ---- | -------------- | --- | --- | --------------------------------------- |
| 1992 | Sweet Oblivion | — | US141 (7 Wo.)US | Erstveröffentlichung: 8. September 1992 |
| 1996 | Dust           | UK32 (5 Wo.)UK | US134 (3 Wo.)US | Erstveröffentlichung: 25. Juni 1996     |

Weitere Studioalben
- 1986: Clairvoyance
- 1987: Even If and Especially When
- 1988: Invisible Lantern
- 1989: Buzz Factory
- 1991: Uncle Anesthesia
- 2011: Last Words: The Final Recordings

### Livealben
- 2023: Wrong Turn To Jahannam: Live From Egg Studio 1991
- 2025: Creeping Night (Live San Luis Obispo ’86)

### Kompilationen
- 1991: Anthology: SST Years 1985–1989
- 1992: Winter Songs Tour Tracks (Promo)
- 1993: Canadian Tour Nineteen Ninety-Three (Promo)
- 2001: Nearly Lost You
- 2005: Ocean of Confusion: Songs of Screaming Trees 1990–1996
- 2012: Original Album Classics (Box mit 3 CDs)

### EPs
- 1986: Other Worlds
- 1989: Change Has Come
- 1990: Something About Today
- 1992: Winter Songs Tour Tracks

### Singles
| Jahr | Titel Album                    | Höchstplatzierung, Gesamtwochen, AuszeichnungChartsChartplatzierungen (Jahr, Titel, Album, Platzierungen, Wochen, Auszeichnungen, Anmerkungen) | Anmerkungen                             |
| Jahr | Titel Album                    | UK | Anmerkungen                             |
| ---- | ------------------------------ | --- | --------------------------------------- |
| 1992 | Nearly Lost You Sweet Oblivion | UK50 (1 Wo.)UK | Erstveröffentlichung: August 1992       |
| 1993 | Dollar Bill Sweet Oblivion     | UK52 (1 Wo.)UK | Erstveröffentlichung: 7. März 1993      |
| 1996 | Sworn and Broken Dust          | UK76 (1 Wo.)UK | Erstveröffentlichung: 23. November 1996 |

Weitere Singles
- 1991: Bed of Roses
- 1991: Something About Today
- 1993: Shadow of the Season
- 1993: Butterfly
- 1996: All I Know
- 1996: Traveler